# Marxen
Marxen is een gemeente in de Duitse deelstaat Nedersaksen. De gemeente maakt deel uit van de Samtgemeinde Hanstedt in het Landkreis Harburg. Marxen telt 1.455 inwoners.

## Ligging, infrastructuur
Marxen ligt in het noordelijk gedeelte van de Lüneburger Heide. De gemeente bestaat uit het gelijknamige dorp en het ver zuidwaarts in het bos gelegen gehucht Schmalenfelde.
De buurgemeenten van Marxen zijn:
- Jesteburg
- Bendestorf
- Seevetal
- Brackel
- Hanstedt
- Asendorf

De gemeente wordt door provinciale wegen naar de buurdorpen ontsloten. Vanuit Marxen kan men noord-noordoostwaarts rijdend via Ramelsloh, gemeente Seevetal afrit 38 Seevetal-Ramelsloh van de Autobahn A7 bereiken, de totale afstand is circa 6 kilometer.
Nabij Marxen ligt alleen Jesteburg aan een spoorlijn; dat is echter een lijn, waarop alleen goederentreinen rijden. Deze loopt van Buchholz in der Nordheide naar Maschen Rangierbahnhof v.v.. Marxen ligt op de route van verscheidene streekbuslijnen in alle richtingen. Sommige van deze lijnen rijden echter alleen als schoolbus.
In het verleden liep van Jesteburg via Marxen en Vögelsen een spoorlijn oostwaarts naar de stad Lüneburg. Deze is wegens onvoldoende rendement opgebroken. De rails zijn ook verwijderd, en over het grootste deel van het tracé is een fietspad aangelegd.

## Economie, toerisme
Marxen bestaat vooral van het toerisme en de landbouw, hoewel ten noordoosten van het dorp bij het voormalige station een bedrijventerrein voor lokaal midden- en kleinbedrijf aanwezig is. Als bezienswaardigheid vermeldt de gemeentelijke website een aan de oostrand van het dorp gevestigd, beperkt geopend, brandweermuseum. Dit brandweermuseum is een filiaal van het openluchtmuseum Am Kiekeberg te Rosengarten bij Harburg. Bezienswaardige gebouwen ontbreken in de gemeente verder nagenoeg geheel.

## Geschiedenis
In de Bronstijd hebben dragers van diverse culturen ganggraven en grafheuvels aangelegd. Dit is uit archeologisch onderzoek ter plaatse gebleken. Marxen wordt als Marsem in 1239 voor het eerst in een document vermeld. Het is steeds een boerendorp gebleven, zonder eigen kerk of basisschool, waarover geen historische gebeurtenissen van meer dan plaatselijke betekenis zijn overgeleverd.